# Real Monasterio de Nuestra Señora de Guadalupe
Het Koninklijk Klooster van Onze-Lieve-Vrouw van Guadalupe (Spaans: Real Monasterio de Nuestra Señora de Guadalupe) is een rooms-katholiek klooster in Guadalupe in Cáceres, een provincie in de autonome regio Extremadura, Spanje. In 1493 noemde Christoffel Colombus de Franse archipel Guadeloupe naar de heilige Guadelupe van dit klooster. Het complex is gelegen aan de voet van de oostelijke kant van de Sierra de las Villuercas en was voor meer dan vier eeuwen een van de belangrijkste kloosters in het land. UNESCO verklaarde het in 1993 tot werelderfgoed.

## Geschiedenis

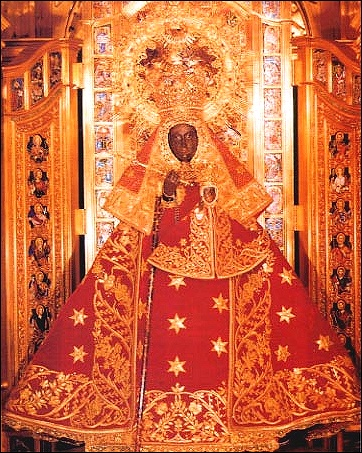
Het beeld van Onze-Lieve-Vrouw van Guadalupe (een zwarte madonna)

De oorsprong van het klooster gaat terug tot in de late 13e eeuw, toen de herder Gil Cordero uit Cáceres op de oever van de rivier de Guadalupe een beeld van de Heilige Maagd ontdekte. Het beeld was er kennelijk ooit verborgen door de lokale bevolking om het te behoeden voor de Moorse indringers in 714. Op de plaats van de vondst werd een kapel gebouwd, die werd gewijd aan Onze-Lieve-Vrouw van Guadalupe.  
Koning Alfonso XI, die de kapel meer dan eens met een bezoek vereerde, riep in 1340 de heilige Maagd van Guadalupe aan om bijstand tegen de islamitische bezetters tijdens de veldslag bij Salado. De slag eindigde met een grote overwinning van de christelijke legers. De koning schreef deze victorie toe aan de tussenkomst van de Heilig Maagd. Hij verleende de kapel een koninklijke status en begon met de bouw van een groot kloostercomplex.
In 1389 namen hiëronymieten het klooster over, die er hun spirituele centrum van maakten. Onder het toezicht van de eerste abt werden de bouwwerkzaamheden voortgezet en in 1474 werd Hendrik IV van Castilië in Guadalupe begraven, naast zijn moeder.
Het klooster is rijk aan associaties met de Nieuwe Wereld, waar Onze-Lieve-Vrouw van Guadalupe zeer wordt vereerd, zoals in de Mexicaanse Basiliek van Guadalupe en op veel andere plekken. Het was hier, in Extremadura, dat Christoffel Columbus zijn eerste pelgrimstocht na de ontdekking van Amerika in 1492 maakte en het was op deze plek waar hij de hemel dankte voor zijn ontdekking.
Zelfs nadat de monniken van Guadalupe het beroemde klooster van El Escorial stichtten, dat zich veel dichter bij de koninklijke hoofdstad Madrid bevond, bleef het klooster van Santa Maria de Guadalupe zijn koninklijke status houden. Het bleef het belangrijkste klooster van Spanje tot aan de secularisatie van de kloosters in 1835. 
In de 20e eeuw werd het klooster nieuw leven ingeblazen door de Franciscaanse Orde en paus Pius XII verleende het heiligdom in 1955 de status van basilica minor. In 1928 werd het beeld gekroond met pauselijk recht, waarbij koning Alfonso de kroon schonk.

## Monumenten
De architectuur van het complex heeft zich over een periode van meerdere eeuwen ontwikkeld, maar wordt nog steeds gedomineerd door de hoofdkerk (Templo Mayor). Het is de kerk die werd gebouwd door koning Alfonso XI en zijn opvolgers in de 14e en 15e eeuw. De rechthoekige Santa Calinakapel dateert eveneens van de 15e eeuw en staat bekend om een aantal fraai gedecoreerde 17e-eeuwse tombes. De 16e-eeuwse Relikwieën-kapel verbindt de Santa Catalina met de rijk versierde barokke sacristie uit 1638-1647, waar een reeks schilderijen van de schilder Francisco de Zurbarán hangen.
Achter de basiliek bevindt zich de Camarin de la Virgen, een achthoekige barokke structuur (1687-1696) met de indrukwekkend gestucte Kamer van de Maagd en negen schilderijen van Luca Giordano. Pronkstuk van deze rijkelijk versierde hal is een troon met het beeld van de Madonna, die het klooster zijn naam gaf.
Andere noemenswaardige bouwwerken zijn het klooster in mudejarstijl (1389–1405) met het platereske portaal, het laatgotische klooster (1531–1533) en de in 1730 gebouwde Nieuwe Kerk (1730), waartoe een van de nakomelingen van Columbus opdracht heeft gegeven.
Te betreuren valt de afbraak van het door Isabella I van Castilië van 1487 tot 1491 gebouwde paleis in 1856.

## Afbeeldingen

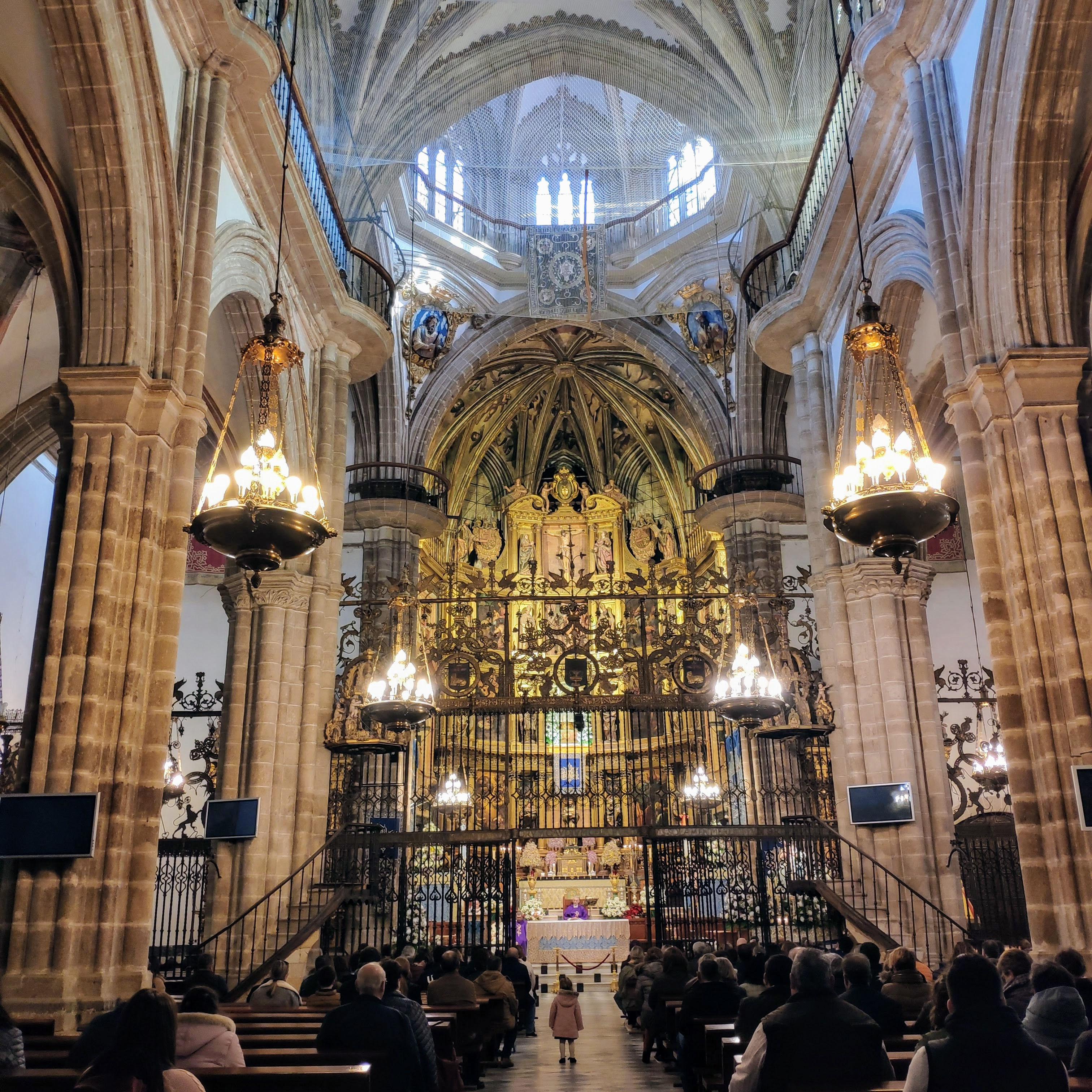
Interieur gotische hoofdkerk
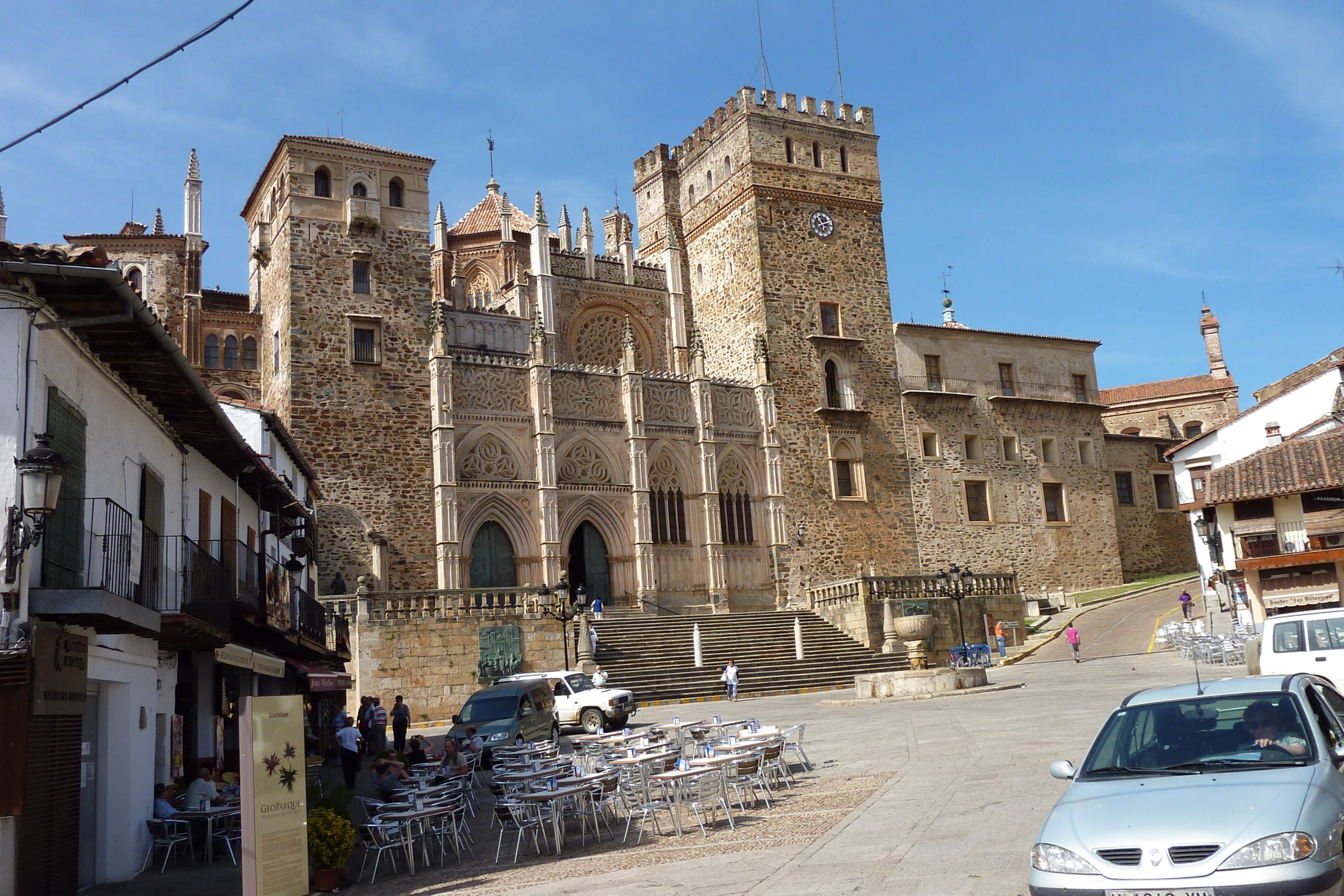
Gevel kerk
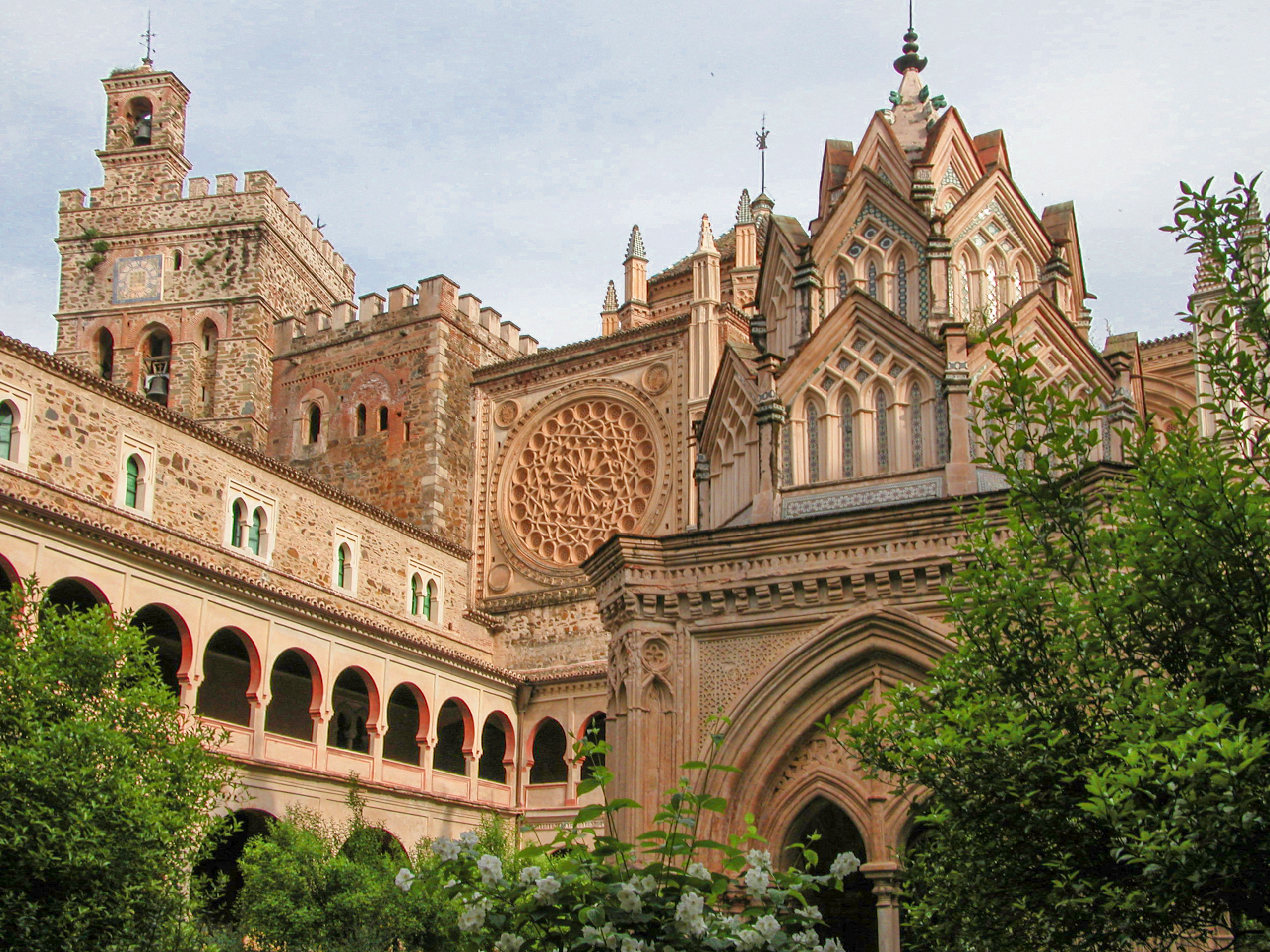
Kloostergebouwen
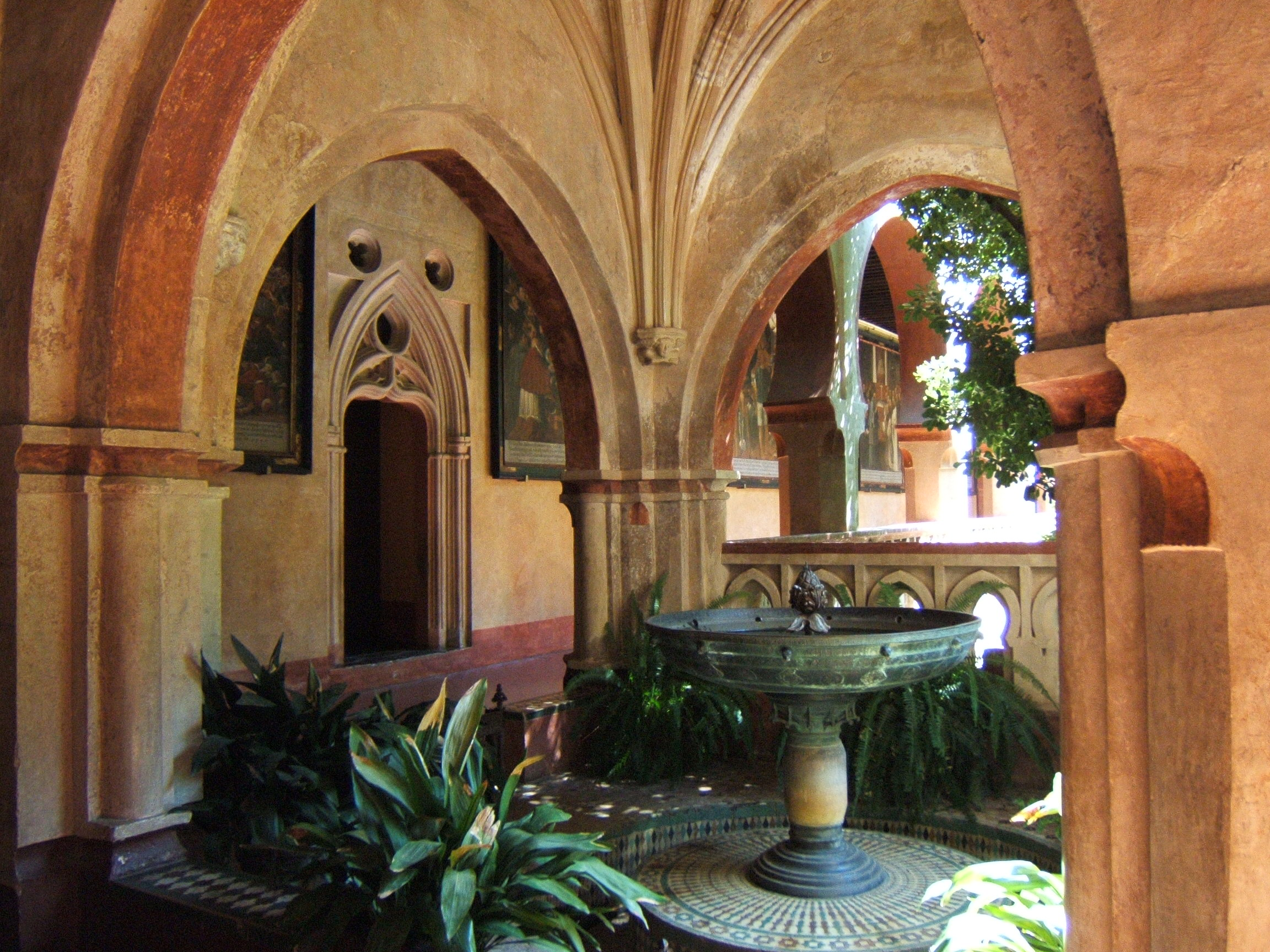
Kloosterbron
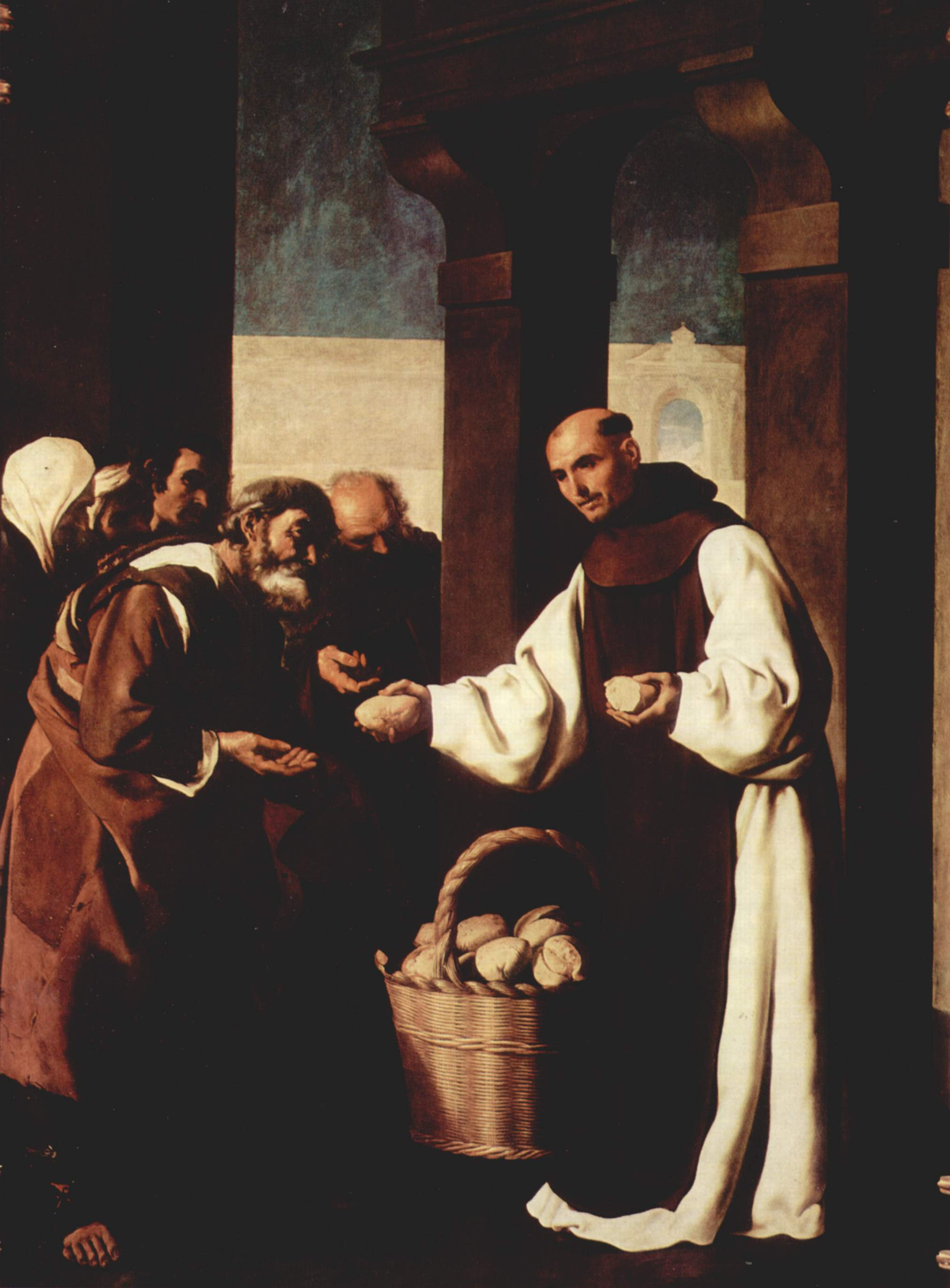
'De Barmhartigheid van Fra Martin de Vizcaya' (1639) door Francisco de Zurbarán in de sacristie